# All the Best Cowboys Have Chinese Eyes
All Or Nothing é o segundo álbum de estúdio da banda The Subways, lançado em 30 de junho de 2008. Gravado nos Estúdios Conway, em Los Angeles, foi produzido por Butch Vig.
| Críticas profissionais                                                      | Críticas profissionais |
| Avaliações da crítica                                                       | Avaliações da crítica  |
| Fonte                                                                       | Avaliação              |
| --------------------------------------------------------------------------- | ---------------------- |
| allmusic                                                                    | [ 1 ]                  |
| Alternative Press                                                           | (Oct 2008, p.161)      |
| The Fly                                                                     | [ 2 ]                  |
| The Guardian                                                                | [ 3 ]                  |
| NME                                                                         | [ 4 ]                  |
| PopMatters                                                                  | [ 5 ]                  |
| Q                                                                           | (Aug 2008, p.143)      |
| Spin                                                                        | [ 6 ]                  |
| The Times                                                                   | [ 7 ]                  |
| Uncut                                                                       | (July 2008, p.113)     |
| Esta tabela precisa de ser acompanhada por texto em prosa. Consulte o guia. |                        |

## Faixas
1. "Girls & Boys" - 3:33
2. "Kalifornia" - 2:54
3. "Alright" - 2:51
4. "Shake! Shake!" - 2:45
5. "Move To Newlyn" - 2:44
6. "All or Nothing" - 3:12
7. "I Won't Let You Down" - 3:42
8. "Turnaround" - 2:48
9. "Obsession" - 3:08
10. "Strawberry Blonde" - 4:38
11. "Always Tomorrow" -2:58
12. "Lostboy" - 3:10
13. "Streetfighter" [faixa bônus japonesa] - 3:33
14. "Burst" [faixa bônus japonesa] - 3:49
15. "Love and Death" [faixa bônus australiana]
16. "This is the Club for People Who Hate People" [faixa bônus australiana]
17. "Clock" [faixa bônus australiana]
18. "The Only Ones" [faixa bônus australiana]

## Edição Especial do CD
1. "Love and Death" [faixa bônus]
2. "This Is The Club For People Who Hate People" [faixa bônus]
3. "All Or Nothing" [documentário/DVD]
4. "Kalifornia" [ao vivo/DVD]
5. "Shake! Shake!" [ao vivo/DVD]
6. "Turnaround" [ao vivo/DVD]
7. "Alright" [ao vivo/DVD]

## Singles
1. "Girls & Boys" - 25 de março de 2008 (download grátis pelo myspace e site da banda)
2. "Alright" - 16 de junho de 2008
3. "I Won't Let You Down" - 25 de agosto de 2008